# ولادیمیر کووالوسکی (دیرینه‌شناس)
ولادیمیر اونوفریویچ کووالوسکی (روسی: Владимир Онуфриевич Ковалевский؛ 14 August [سبک قدیمی: 2 August] ۱۸۴۲ – 27 April [سبک قدیمی: 15 April] ۱۸۸۳) یک دانشگاهی و دیرینه‌شناس روسی بود. او یکی از اولین کسانی بود که چارلز داروین را در روسیه پذیرفت و بیشتر به خاطر کارهای اولیه‌اش در مورد تکامل هیپومورفا (اسب‌سانان) شناخته می‌شود. برادر الکساندر کووالوسکی. او با سوفیا کووالوسکایا ازدواج کرد و صاحب دختری به نام سوفیا شد که با نام مستعار «فوفا» شناخته می‌شد. ولادیمیر پس از چند سال زندگی مشترک، که از نظر مالی ورشکسته شده بود، قربانی افسردگی بود و قادر به حمایت از همسر و دخترش نبود، خودکشی کرد.

## اوایل زندگی
ولادیمیر کووالوسکی در ویتبسک پروویدنس، در حومه پالیبینو، به عنوان کوچک‌ترین فرزند از دو فرزند، متولد شد. پدرش، اونوفری اوسیپوویچ کووالوسکی، یک زمین‌دار لهستانی روسی‌شده و مادرش، پولینا پتروونا، روس بود. او تمام دوران کودکی خود را در این ملک گذراند و تا سن ۱۶ سالگی تحت آموزش خصوصی قرار گرفت او در زبان‌های خارجی مهارت داشت و در آخرین سال تحصیل در مدرسه حقوق امپراتوری، با ترجمه کتاب امرار معاش می‌کرد. پس از فارغ‌التحصیلی در سال ۱۸۶۱، در وزارت نشان‌های خانوادگی استخدام شد، اما برای سلامتی خود درخواست سفر به خارج از کشور را داد. پس از سفر به هایدلبرگ، توبینگن، پاریس و نیس، در لندن اقامت گزید و در آنجا به دختر رادیکال تبعیدی، الکساندر هرزن، تدریس کرد. این امر توجه مأموران تزار را به خود جلب کرد. هنگامی که به خانه بازگشت، متون علمی بسیاری را منتشر کرد و در سال ۱۸۶۶، کتاب «چه کسی مقصر است» اثر هرزن را منتشر کرد که تمام نسخه‌های چاپی آن به دستور سانسور سوزانده شد. پس از اینکه نامزدی‌اش با یک زن جوان رادیکال به هم خورد، با سوفیا کووالوسکایا (با نام خانوادگی کوروین-کروکوفسکایا) آشنا شد و این دو در ۲۷ سپتامبر ۱۸۶۸ «به‌طور ساختگی» ازدواج کردند.

## اهمیت کار
کووالوسکی کتاب‌های علمی زیادی را ویرایش کرد و در ۲۷ فوریه ۱۸۶۷ در نامه‌ای به چارلز داروین دربارهٔ ترجمه آخرین کتابش، «تنوع حیوانات و گیاهان تحت اهلی‌سازی»، نوشت. کار ترجمه او چنان سریع بود که نسخه روسی «تنوع» چند ماه قبل از نسخه «اصلی» انگلیسی منتشر شد. او همچنین «تبار انسان» را که او و سوفیا مجبور بودند آن را از طریق خطوط پروس به پاریس محاصره شده در طول جنگ فرانسه و پروس در سال ۱۸۷۰ حمل کنند، و «بیان احساسات در انسان و حیوانات» را ترجمه کرد. در طول زندگی‌اش، تنها اثر اصلی او پایان‌نامه‌اش با عنوان «دربارهٔ استخوان‌شناسی هیپوتامیدا» بود که در آن «مشهورترین داستان تکاملی» را مستند کرد، تبدیل یک جد کوچک با انگشتان زیاد به اسب بزرگ تک‌انگشتی امروزی. او همچنین مبنای اصلی این دگرگونی را شناسایی کرد که تغییر در محیط زیست آنها از خوردن برگ در جنگل‌ها و باتلاق‌ها به چرای علف در دشت‌های باز بود.

## بازگشت به روسیه و خودکشی

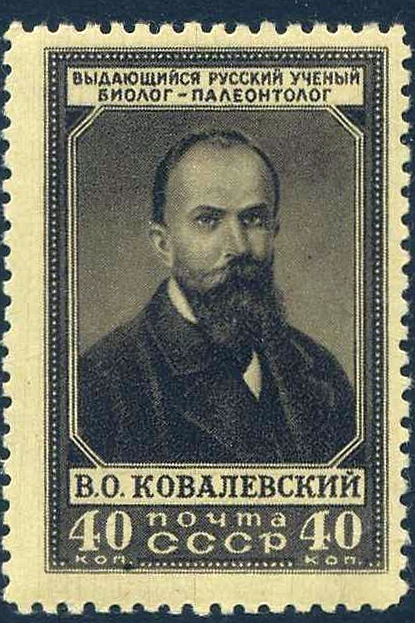
تمبر ولادیمیر کووالوسکی شوروی ۱۹۵۲

کووالوسکی در سال ۱۸۷۸ به همراه همسرش به روسیه بازگشت، با این امید که استاد دیرینه‌شناسی شود، که در اروپا نتوانست به آن دست یابد. در ماه اکتبر، آنها صاحب فرزندی به نام سوفیا شدند که او را «فوفی» صدا می‌زدند. با این حال، شغل معلمی به سرانجام نرسید. کووالوسکی متعاقباً وارد وضعیت تجاری بدی شد که منجر به رسوایی او شد. کووالوسکی که تحقیر شده بود، خودکشی کرد.

## آثار برگزیده
- Kovalevsky, Vladimir (1873), "On the Osteology of the Hyopotamidae", Philosophical Transactions of the Royal Society of London, Series I, 163: 19, Bibcode:1873RSPT..163...19K

## برای مطالعهٔ بیشتر
- کوک، راجر (۱۹۸۴). ریاضیات سونیا کووالوسکایا (انتشارات اشپرینگر)
- کوبلیتز، آن هیبنر (۱۹۸۷). سوفیا واسیلونا کووالوسکایا در (۱۹۸۷)، زنان ریاضیدان: یک کتاب مرجع زندگینامه‌ای ، انتشارات گرین‌وود، نیویورک، شابک <bdi>۹۷۸-۰-۳۱۳-۲۴۸۴۹-۸</bdi>